# Petre Mihai Bănărescu

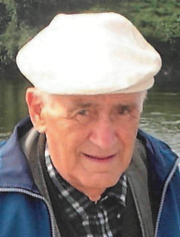
Petre Mihai Bănărescu

Petre Mihai Bănărescu (* 15. September 1921 in Craiova, Kreis Dolj – 12. Mai 2009 in Bukarest) war ein rumänischer Ichthyologe (Fischkundler) und u. a. Mitglied der Rumänischen Akademie. Bănărescu veröffentlichte im Laufe seiner wissenschaftlichen Karriere über 300 Publikationen. Darunter leistete er beispielsweise einen Beitrag zum Thema Intergradation beim Taxon Sabanejewia bulgarica. Im Jahre 1975 wurde zum Ehrenmitglied der Vereinigung American Society of Ichthyologists and Herpetologists sowie 1988 Ehrenmitglied des Vereins European Society of Ichtyologists.